# جوزيبي دي بيانكو
جوزيبي دي بيانكو (بالإيطالية: Giuseppe Di Bianco)‏ هو موسيقي وملحن إيطالي، ولد في 17 أكتوبر 1969 في نابولي في إيطاليا.

## وصلات خارجية
- الموقع الرسمي
- جوزيبي دي بيانكو على موقع ميوزك برينز (الإنجليزية)